# Sarah Polley
Sarah Polley, född 8 januari 1979 i Toronto, Ontario, är en kanadensisk skådespelare, regissör och manusförfattare.

## Biografi

### Karriär
Polley blev känd redan som barn, bland annat för huvudrollen som Sara Stanley i TV-serien Vägen till Avonlea (Road to Avonlea) (1989). I vuxen ålder har hon bland annat uppmärksammats för sin roll som Nicole i filmen Ljuva morgondag (The Sweet Hereafter) (1997) och den dödssjuka småbarnsmamman Ann i Mitt liv utan mig (My Life Without Me) (2003). 
2006 debuterade Polley som regissör och manusförfattare med filmen Away from Her, baserad på novellen The Bear Came over the Mountain skriven av nobelprisvinnaren Alice Munro. Detta ledde till en Oscarsnominering för bästa manus efter förlaga. 2011 hade hennes andra långfilm premiär, Take This Waltz, ett relationsdrama med bland annat Michelle Williams, Seth Rogen, Sarah Silverman och Luke Kirby i rollerna. Vid Filmfestivalen i Venedig 2012 hade hennes första dokumentär, Stories We Tell, premiär. Filmen handlar om hennes föräldrars relation. År 2017 skrev Polley manus till TV-serien Alias Grace och 2020 regisserade hon TV-serien Hey Lady! År 2022 kom långfilmen Women Talking  som Polley både regisserat och skrivit manus till. Filmen fick god kritik och vid Oscarsgalan 2023 vann Polley pris i kategorin Bästa manus efter förlaga.
Sedan 2010 har Polley inte skådespelat utan istället fokuserat på regisserande och manusskrivande.

### Politik
Polley är en känd politisk aktivist på vänsterkanten men har på senare år tonat ner detta något. Hennes politiska medvetenhet startade tidigt. Bland annat gick hon 12 år gammal på en prisceremoni där hon bar en knapp som protest mot Kuwaitkriget. Disney, som producerade Vägen till Avonlea där Polley spelade huvudrollen, bad henne ta av sig knappen vilket Polley vägrade. Grälet ledde till att Polley lämnade serien 1994.

### Privatliv
Sara Polley var gift med filmklipparen David Wharnsby mellan 2003 och 2008. Sedan 2011 är hon gift med juristen David Sandomierski. Paret har tre barn tillsammans.

## Filmografi i urval
- 1985 – En förtrollad jul
- 1988 – Baron Münchausens äventyr
- 1990–1996 – Vägen till Avonlea (TV-serie)
- 1996 – Ljuva morgondag
- 1998 – Den sista natten
- 1999 – eXistenZ
- 1999 – Go
- 2000 – Claim
- 2003 – Mitt liv utan mig
- 2004 – Dawn of the Dead
- 2005 – Beowulf & Grendel
- 2005 – The Secret Life of Words
- 2006 – Away from Her (regi och manus)
- 2009 – Mr. Nobody
- 2009 – Splice
- 2010 – Trigger
- 2011 – Take This Waltz (regi, manus och produktion)
- 2012 – Stories We Tell (regi och manus)
- 2017 – Alias Grace (TV-serie) (manus)
- 2020 – Hey Lady! (TV-serie) (regi)
- 2022 – Women Talking (regi och manus)